# Paul Plexi
Paul Plexi, de son vrai nom Patrick Rouiller, est un auteur-compositeur-interprète suisse francophone, né le 18 septembre 1988 à Vuisternens-devant-Romont dans le canton de Fribourg. Il a remporté la 12e édition du télécrochet Nouvelle Star.

## Biographie

### Les débuts
À l'âge de six ans il commence la musique par l'apprentissage de la flûte puis de la trompette dans la fanfare de son village. C'est à neuf ans qu'un de ses professeurs remarque chez lui un talent de chanteur et l'encourage à prendre des cours de chant. Formé dans un premier temps par le chanteur lyrique Michel Kuhn, il acquiert une bonne technique de chant jusqu'à sa période de mue où il décide de commencer la guitare.
Il fait, à l'âge de seize ans, sa première apparition dans le télécrochet Nouvelle Star en obtenant l'unanimité du jury en interprétant Amsterdam de Jacques Brel. Sélectionné jusqu'à la dernière épreuve du théâtre, il est éliminé juste avant les primes.
À la suite de cette élimination, il quitte l'école. Passionné de cyclisme, il fait une formation de mécanicien deux roues tout en continuant à faire de la musique en parallèle.

### Nouvelle Star/ Montreux Jazz Academy
En 2013, il rencontre le guitariste de jazz Francis Coletta qui devient son professeur de guitare. Convaincu par son potentiel, il le prend sous son aile et l'aide à enregistrer ses premières démos dans son studio. Il participe à The Voice of Switzerland la même année et intègre l'équipe de Stress après que les quatre juges se soient retournés. Il est éliminé face à Ella Ronen lors des battles.
En 2014, il fait son retour dans l'émission Nouvelle Star six ans après sa première tentative. Il se fait vite remarquer et accède aux phases finales des sélections pour accéder aux primes. Il doit malheureusement renoncer à sa participation à la dernière épreuve de qualification préférant participer à la Montreux Jazz Academy.
Il fait partie des dix chanteurs sélectionnés à travers le monde pour participer au Shure Montreux Jazz Voice Contest. Il y remporte le prix du public UBS, ce qui lui permet d'intégrer la Montreux Jazz Academy durant l'automne 2014. Cette expérience unique lui permet de travailler avec les artistes suivants : Lee Ritenour, Patti Austin, Erik Truffaz, Charles Lloyd et Bugge Wesseltoft.
En 2016, il fait son retour dans la douzième saison de l'émission Nouvelle Star en utilisant son vrai prénom : Patrick. Après ses premières participations, il s'impose dans le télécrochet comme l'un des favoris. Il revisite des standards de la chanson française comme Ces petits riens de Serge Gainsbourg et émeut aux larmes la chanteuse Élodie Frégé, membre du jury. Il remporte cette édition le 3 mai 2016.
À la suite de cette victoire, Paul Plexi signe un contrat avec le label Polydor (Universal Music), qui y met fin début 2017,.

### L'EPPrototype
L'EP Prototype, produit par financement participatif, sort le 15 juillet 2017. Composé de six titres, Paul Plexi s'est entouré du mixeur d'Alain Bashung, Mitch Olivier. Jean Fauque, parolier du chanteur disparu lui a offert un texte. Cet album lui ouvre les premières parties de Thomas Dutronc et d'Arno.

## Discographie
- 2017 : Prototype, EP
  - Ne le dis à personne
  - Volkswagen
  - Tinder
  - Pourquoi tu me regardes de haut
  - Je m'arrache
  - Tour operator

## Distinction
- 2014 : Prix du public au Shure Montreux Jazz Voice Competition